# Discomorpha howdenorum
Discomorpha howdenorum is een keversoort uit de familie bladkevers (Chrysomelidae). De wetenschappelijke naam van de soort werd in 2006 gepubliceerd door Borowiec.